# Euscarthmus fulviceps
El tiranuelo caripardo (Euscarthmus fulviceps), es una especie  de ave paseriforme de la familia Tyrannidae, una de las tres pertenecientes al género Euscarthmus. Es nativa del noroeste de América del Sur.

## Distribución y hábitat
Se distribuye en el oeste y sureste de Ecuador (al sur desde Esmeraldas, incluyendo las islas costeras, también en el sur de Zamora Chinchipe) y oeste y norte de Perú (Tumbes hacia el sur hasta Lima, también en el árido valle del Marañón, Amazonas y La Libertad).
Sus hábitats naturales son los arbustales secos, las clareras arbustivas y el sotobosque de bosques caducifolios bastante abiertos, hasta los 2100 m de altitud.

## Sistemática

### Descripción original
La especie E. fulviceps fue descrita por primera vez por el zoólogo británico Philip Lutley Sclater en 1871 bajo el mismo nombre científico; la localidad tipo dada es: «Babahoyo, Los Ríos, Ecuador».

### Etimología
El nombre genérico masculino «Euscarthmus» se compone de las palabras del griego «eu» que significa ‘bueno’ y «skarthmos» que significa ‘a saltos’; y el nombre de la especie «fulviceps», se compone de las palabras del latín «fulvus» que significa ‘de color leonado’, ‘pardo rojizo’, y «ceps » que significa  ‘de cabeza’.

### Taxonomía
La presente especie era tratada como una subespecie del tiranuelo copetón (Euscarthmus meloryphus), pero algunas clasificaciones, como Aves del Mundo (HBW) y Birdlife International (BLI) ya la consideraban como una especie separada, con base en diferencias morfológicas, de plumaje y dimensionales, y significativas diferencias de vocalización. Basándose en los amplios estudios morfológicos y principalmente de vocalización de Frantz et al. (2020), el Comité de Clasificación de Sudamérica (SACC) en la Propuesta N° 898, aprobó la separación de la especie.   Es monotípica.
Las principales diferencias morfológicas apuntadas por HBW para justificar la separación son: la frente de la corona, los loros, el área alrededor de los ojos y los auriculares de color rufo pálido, con la mancha de la corona del mismo color, contra la mancha de la corona más oscura, más castaña, y el resto de la cabeza verde oliva; las bandas alares considerablemente más fuertes; el pico ligeramente más largo, y las alas y la cola más cortas. Presumiblemente, el canto es una serie de notas cortas ásperas staccato seguidas por unas pocas notas espinosas más largas, contra un rateado de ritmo alto aumentando en timbre y amplitud seguido de algunas notas tintineadas, resultando en mucho menos notas y de menor velocidad.